# Fútbol en Madagascar
El fútbol es el deporte más popular en Madagascar, seguido por el rugby. La Federación Malgache de Fútbol (FMF) es el máximo organismo del fútbol en Madagascar. Fue fundada en 1961, desde 1962 es miembro de la FIFA y desde 1963 de la CAF. La FMF organiza la Pro League —la primera y máxima competición de liga del país— y la Copa de Madagascar, y gestiona la selección nacional masculina y femenina.
El CNaPS Sports es el equipo más exitoso de Madagascar, con 7 títulos ligueros y 8 participaciones en competencias de la CAF.
Madagascar es uno de los países más pobres del mundo, entonces en este contexto mucha gente emigra, o intenta emigrar principalmente a Francia, por lo que muchos jugadores usan el fútbol como herramienta para esto. En los años recientes, contaban con un fútbol casi sin desarrollar (la liga era semiamateur). Pero hubo un plan estratégico que comenzó hace 10 años, donde junto a los expatriados, comenzaron una campaña de nacionalización de futbolistas franceses. Por lo que se logró formar una buena generación, con jugadores profesionales y en ligas importantes de Europa y África, y a su vez impulsar la liga local y las ligas regionales.

## Competiciones oficiales entre clubes
- Pro League: es la primera división del fútbol malgache. Fue fundada en 1956 —en 2020 su actual nombre— y está compuesta por 12 clubes.
- Copa de Madagascar: es la copa nacional del fútbol malgache, organizada por la Federación Malgache de Fútbol (FMF) y cuyo campeón tiene acceso a disputar la Copa Confederación de la CAF.

También existió la Supercopa de Madagascar que tuvo su primera edición en 1994, luego se discontinuo, y volvió a jugarse desde 2002 a 2010.

## Selecciones de fútbol de Madagascar

### Selección masculina de Madagascar
La selección masculina de Madagascar, en sus distintas categorías está controlada por la Federación Malgache de Fútbol.
El equipo malgache hizo su debut en 1947 en un partido en casa contra Mauricio que perdió por 2-1. Una de sus victorias más épicas fue frente a Egipto, por 1-0, en contexto de la clasificación para la Copa Africana de Naciones 2004.
Madagascar nunca logró clasificarse a una Copas del Mundo de la FIFA. El 16 de octubre de 2018 logró clasificarse por primera y única vez en su historia a una Copa Africana de Naciones, donde contra todo pronóstico llegó hasta los cuartos de final. Mamisoa Razafindrakoto es el jugador con más participaciones internaciones, con 59, mientras que Faneva Imà Andriatsima es el máximo goleador de su historia, con 14 goles.